# Kopperloch

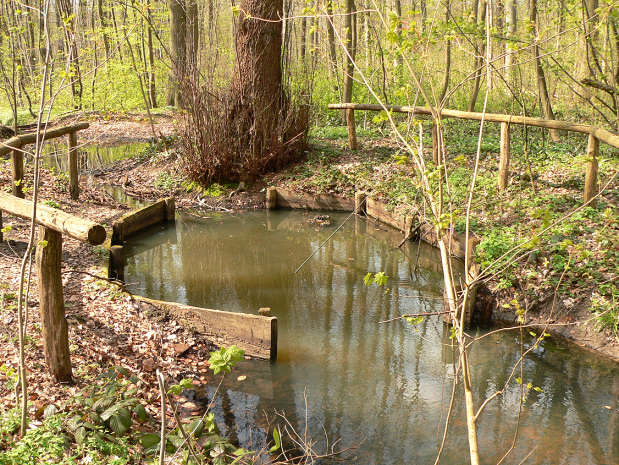
Das 1991 rekonstruierte Teufelsbad in der Eilenriede

Das Kopperloch in Hannover ist eine schwefelhaltige, historische Badequelle. Standort des im Volksmund auch Teufelsbad genannten, zufällig wiederentdeckten Naturbads ist die südliche Eilenriede nahe dem denkmalgeschützten Heiligers-Brunnen.

## Geschichte

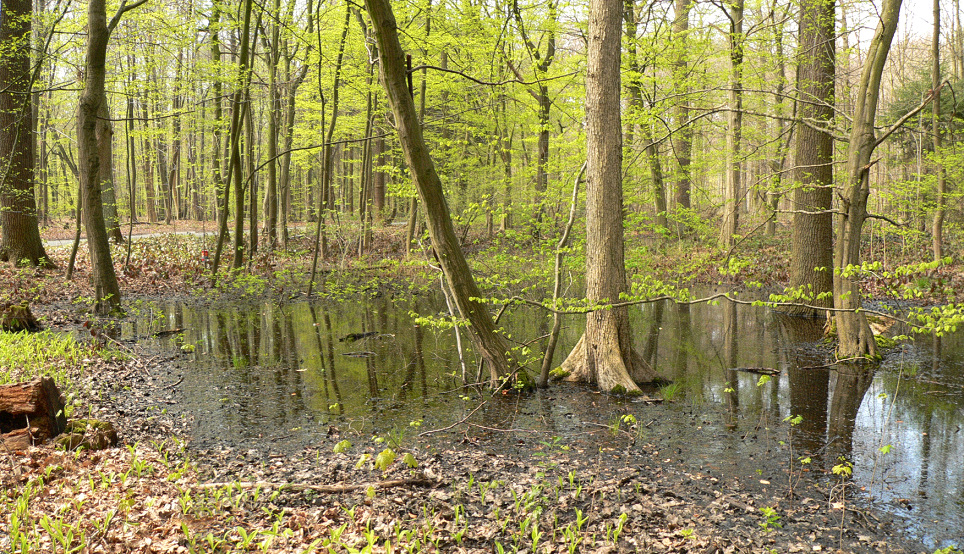
In der Nähe des Heiligers-Brunnen ist der Waldboden vor allem im Frühjahr häufig überschwemmt

Das Kopperloch (= „Kupferloch“) wurde bereits im 18. Jahrhundert als Badestelle ausgebaut, mit circa 40–60 cm Tiefe, 5,20 m Länge und 4 m Breite. Das Bad wurde seinerzeit achteckig mit Eiche-Holzbohlen eingefasst, die nach französischen Fußmaßen gefertigt waren. Im Laufe der Jahrhunderte geriet die naturnahe Badeanstalt in Vergessenheit und verfiel mehr und mehr, bis sie vollständig mit Erdreich bedeckt war.
1963 entdeckten Waldarbeiter durch Zufall die historische Badeanstalt wieder. Nachdem Historiker den Fund untersucht hatten, wurde das wegen des Schwefelgeruchs auch Teufelsbad genannte Naturbad im Jahre 1991 annähernd originalgetreu rekonstruiert.